# Radio (singel Rammsteina)
Radio – drugi z singli niemieckiego zespołu muzycznego Rammstein promujących jego siódmy album studyjny, noszący tę samą nazwę co zespół. Został wydany 26 kwietnia 2019 przez Universal Music. Utwór, skierowany do prezentacji w eterze to melodyjny, pełen elektronicznych akcentów, względnie „lekki” kawałek rockowy. Został nagrany jako hołd dla pionierów muzyki elektronicznej – niemieckiego zespołu Kraftwerk.
W Polsce nagranie uzyskało certyfikat złotej płyty.

## Notowania

### Listy przebojów
| Autor                     | Notowanie                          | Najwyższa pozycja |
| ------------------------- | ---------------------------------- | ----------------- |
| Polskie Radio Program III | Lista przebojów Programu Trzeciego | 1                 |

## Teledysk
Obraz zrealizował Jörn Heitmann, a jego premiera odbyła się 25 kwietnia 2019 roku na niemieckich ulicach: wideoklip wyświetlono bez dźwięku na ścianach budynków stojących na rogu ulic Torstraße z Prenzlauer Allee w Berlinie, Glockengiesserwall i Ballindamm w Hamburgu oraz Eifelwall 56 w Kolonii. W sieci premiera teledysku odbyła się dzień później. Czarno-biały wideoklip ze scenografią osadzoną w pierwszym półroczu XX wieku ukazuje złożoną semantykę i symbolikę radia: jako materia będąca nowiną, drobna i pieszczotliwa, potrzebująca uwagi i dbania (niczym dziecko karmione piersią, wożone w wózku), jako podmiot kultu (modląca się doń zakonnica), wreszcie jako obiekt pożądania (scena symulacji seksu). Inną interpretacją teledysku może być ukazanie metafory wyzwalania się kobiet z narzuconych norm socjalnych.